# Centrale Kern

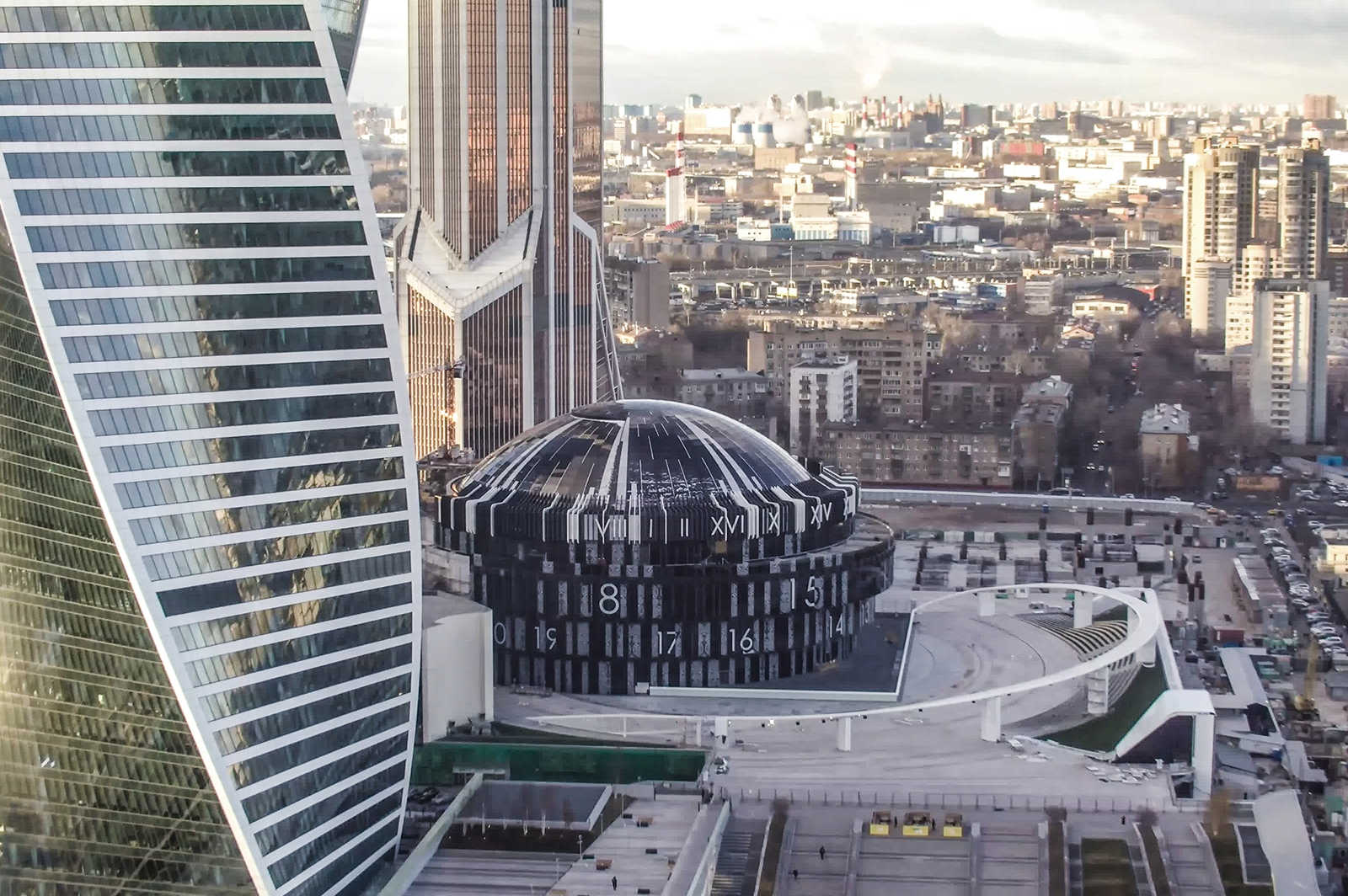

De Centrale Kern (Russisch: Центральное ядро; Tsentralnoje jadro) is een complex in aanbouw op perceel 6, 7 en 8 van het zakendistrict Moscow-City in de Russische hoofdstad Moskou. Het bestaat uit twee etages; 1 ondergronds en een boven de grond en is een van de meest complexe gebouwen qua bouw. Het totale complex bestaat uit 450.000 m². De bouw begon in 2005 en moet worden voltooid in 2009. De totale kosten zijn geraamd op 300 miljoen dollar.
Het ondergrondse deel bevat een centraal verkeersknooppunt in de vorm van het metrostation Vystavotsjnaja, waar in de toekomst drie metrolijnen moeten kruisen, waaronder de huidige Filjovskaja-lijn en waar een aansluiting moet komen op een hogesnelheidslijn en verbindingen naar de luchthavens Sjeremetjevo en Vnoekovo. Ook moet er een ondergrondse parkeergarage verrijzen met een capaciteit van 2750 voertuigen (inclusief een VIP-parkeerruimte aan westzijde), ruimten voor de technische dienst en een ondergronds multifunctioneel winkelcentrum. Dit winkelcentrum moet gaan functioneren als een lobby voor de ondergrondse, met wandelgangen en passages naar aangrenzende gebouwen van Moscow-City. 
Het bovengrondse deel is onderverdeeld in drie functiegebieden: een hotel op perceel 8а; een winkel- en vermaakscentrum op percelen 8b en 7; en een bioscoop-concertzaal met een capaciteit van 6000 mensen op perceel 6.
Het hotel wordt momenteel gebouwd (voor een bedrag van 50-55 miljoen dollar) en zal 5 liftblokken krijgen die de bovenste verdiepingen van het hotel verbinden met de ondergrondse parkeergarage en winkelgebieden. Er zijn ook plannen voor appartementen, restaurants, wintertuinen, terrassen en technische en andere ondersteunende activiteiten.
Het winkel- en vermaakscentrum zal worden gebouwd in het centrale deel van het gebouw op percelen 8b en 7 en zal worden onderverdeeld in 4 zones, die de seizoenen moeten weergeven. Het complex zal gaan bestaan uit modules van 4 tot 5 etages tegenoverelkaar en naast winkelfuncties ook tentoonstellingsruimten, toeristische attracties, een park, een skatebaan, restaurants, en galerieën. Het hoofddeel van het vermaaksgebied zal worden overdekt met een glazen koepel.
Op perceel 6 komt een bioscoop en concertzaal dat ingericht is op belangrijke gebeurtenissen als galaconcerten, fora en grote festiviteiten. Het moet naar schatting 120 tot 140 miljoen dollar gaan kosten.